# Son Peretó
Son Peretó es un barrio de la ciudad española de Palma de Mallorca, en Baleares.
Se encuentra delimitado por los barrios de Son Serra-La Vileta y Son Rapiña.
Su origen es la posesión de Son Peretó denominada también Son Castanyer, en el antiguo Vinyet de Palma. Esta posesión estaba limitada por Son Serra, Son Dameto, el Camino de la Vileta y Son Quint.
La posesión de Son Peretó fue parcelada y urbanizada entre los años 1964 y 1980, pero sufrió desde el principio graves problemas de infraestructuras, asfaltado, cometido eléctrico, aguas y alcantarillado lo que generó un movimiento vecinal, junto con el de Son Flor para reivindicar un plan parcial que acabara con todas las deficiencias. Hasta mediados de los años 1990 no se solventaron estas deficiencias.
Las casas de Son Peretó fueron adquiridas por proyecto de compensación por el Ayuntamiento de Palma de Mallorca para destinarlas a equipamiento sociocultural.
Actualmente la barriada se extiende entre los barrios de Son Serra (calle Zaforteza), Son Rapiña (calle Bernardo Vidal Tomás), Camino de los Reyes y Camino de la Vileta.
Alcanzaba en el año 2007 la cifra de 1.615 habitantes.